# タンニン酸ベルベリン
タンニン酸ベルベリン（タンニンさんベルベリン、Berberine Tannate）は、止瀉薬の1種。ベルベリンを約30%含む黄色の粉末で、無味無臭。水やエタノールにはほとんど溶けない。経口投与すると、腸内で分解されてベルベリンとタンニン酸に分かれ、ベルベリンの殺菌･抗炎症作用とタンニン酸の収れん作用を示す。タンニン酸およびベルベリンは単独ではそれぞれ強い渋味、苦味があるが、タンニン酸ベルベリンにすることでこれらがほとんどなくなる。
出血性大腸炎、細菌性下痢には原則禁忌である。